# Amber An
Amber An (chin: 安心亞, pinyin: Ān Xīnyà, prawdziwe nazwisko Liao Ching-ling (chin: 廖婧伶, pinyin: Liào Jìnglíng; ur. 18 września 1985, Taizhong) – tajwańska piosenkarka, aktorka, modelka.

## Życiorys
Amber An pojawiła się w 2009 roku za pośrednictwem programu Celebrity Imitated Show: The Biggest Political Party, w którym wciela się w innych celebrytów.

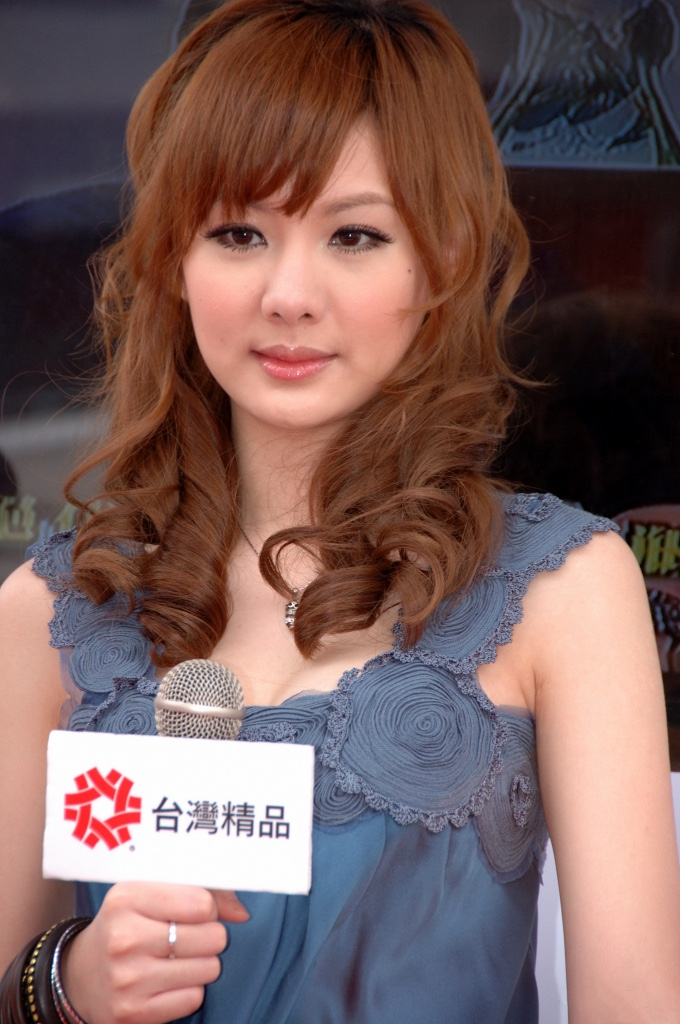
Amber Ann 2010

W 2011 r. An została wybrana najseksowniejszą kobietą na świecie w tajwańskiej wersji magazynu FHM. Natomiast karierę muzyczną rozpoczęła w sierpniu 2011 roku, wydając swój pierwszy album. Została również tajwańskim ambasadorem marki Reebok.
Od  2014 roku, jest członkiem organizacji o nazwie „Fundusz na rzecz Dzieci i Rodzin”. Stowarzyszenie jest odpowiedzialne za ochronę rodzin.
20 października 2017 r. została zaproszona do wzięcia udziału w ceremonii otwarcia NBA Store Taipei przez gwiazdę NBA Rona Harpera.
W 2018 roku po raz pierwszy została nominowana do nagrody Golden Bell w kategorii najlepsza pierwszoplanowa aktorka w miniserialu lub filmie telewizyjnym za rolę Nguyen Thi Bich Hoa w filmie „Nguyen Thi Bich Hoa and Her Two Men”. 17 września 2018 r. Xinya podpisała kontrakt z Universal Music Taiwan.
11 stycznia 2019 r. An wydała nowy singel „Chillaxing”, a piosenka znalazła się w czołówce serialu „Ni You Nian Da Xue Ma?”.

## Filmografia

### Serial
- Fan Tuan Zhi Jia (2010)
- Love Buffet (2010)
- Zhong Wu Yen (2010)
- Love SOS (2013)
- Apple In Your Eye (2014)
- To the Dearest Intruder (2015)
- Prince of Wolf (2016)
- A Good Day (2016)
- What She Put on the Table (2017)
- Running Man (2017)
- Ni You Nian Da Xue Ma? (2019)
- Moonlight Romance (2020)

### Filmy
- Westgate Tango (2012)
- Forever Love (2013)
- The Stolen Years (2013)
- The Big Power (2016)
- The Big Day (2018)
- Nguyen Thi Bich Hoa and Her Two Men (2018)
- Killer Not Stupid (2019)

### Teledyski
- Joanna Wang Nobody's A Nun (2009)
- Shoun Devil's Tears (2009)
- Tiger Huang More Difficult Than It Seems (2009)
- Onne Two Free Bollywood (2011)
- Vision Wei Hello (2013)
- Allan Ko Free the Romance (2014)
- Miss Ko Selfie Addict (2014)
- Hsiao Huang-chi Will You Marry Me? (咱結婚好嗎?) (2017)

## Dyskografia

### Albumy studyjne
| Rok  | Tytuł                       | Informacje                                                                                   |
| ---- | --------------------------- | -------------------------------------------------------------------------------------------- |
| 2011 | Evil Girl 惡女              | - Wydany: 26 sierpnia 2011 - Wytwórnia: Wonderful Music - Format: CD, digital download       |
| 2013 | Sing For You 單身極品       | - Wydany: 11 stycznia 2013 - Wytwórnia: Wonderful Music - Format: CD, digital download       |
| 2014 | With You 在一起             | - Wydany: 19 września 2014 - Wytwórnia: Wonderful Music - Format: CD, digital download       |
| 2016 | Live Beautifully 人生要漂亮 | - Wydany: 31 października 2016 - Wytwórnia: Wonderful Music - Format: CD, digital download   |
| 2020 | Ai De Qi 愛得起             | - Wydany: 7 sierpnia 2020 - Wytwórnia: Universal Music Taiwan - Format: CD, digital download |